# 莫拉萊斯區
6°28′45″S 76°24′09″W / 6.4792°S 76.4026°W
莫拉萊斯區（西班牙語：Distrito de Morales），是秘魯的一個區，位於該國中北部聖馬丁大區的聖馬丁省，始建於1932年10月31日，面積43.9平方公里，海拔高度283米，2005年人口21,657，人口密度每平方公里490人。